# Józef Mozolewski (polityk)
Józef Mozelewski (ur. 10 września 1955 w Krzeczkowie) – polski polityk, związkowiec, poseł na Sejm III kadencji.

## Życiorys
Ukończył Niepaństwową Wyższą Szkołę Pedagogiczną w Białymstoku (2002), następnie w 2005 studia magisterskie na Wydziale Pedagogiki Ogólnej Uniwersytetu w Białymstoku. Od 1977 pracował w Przedsiębiorstwie Gospodarki Komunalnej i Mieszkaniowej w Mońkach i Wojewódzkiej Kolumnie Transportu Sanitarnego w Białymstoku. W 1980 przystąpił do „Solidarności”, po 13 grudnia 1981 zajmował się organizacją pomocy dla represjonowanych. W latach 1991–1993 był wiceprzewodniczącym zarządu regionu związku, od 1993 wybierany na przewodniczącego Regionu Podlaskiego NSZZ „S”.
Sprawował funkcję posła III kadencji wybranego z listy AWS (1997–2001). Od 1994 do 1998 był radnym miejskim w Mońkach, następnie przez cztery lata radnym sejmiku podlaskiego. Do 2002 należał do Ruchu Społecznego, później pozostał bezpartyjny.

## Odznaczenia
- Krzyż Kawalerski Orderu Odrodzenia Polski (2025)[1]
- Złoty Krzyż Zasługi (2012)[2]
- Złoty Medal Reipublicae Memoriae Meritum (2025)[3]